# Esquitx (revista)
|  | No s'ha de confondre amb L'Esquitx de l'any 1931. |

Esquitx fou una revista infantil i juvenil que es publicà trimestralment entre els anys 2000 i 2013 a les Illes Balears. El seu objectiu principal era fomentar el coneixement de la llengua catalana entre el jovent i contribuir al seu interès per la lectura.

## Primera època (2000-2013)
El setembre del 2000 es publicà el primer nombre de la revista Esquitx. Continuà publicant-se trimestralment fins a l'hivern de 2013 gràcies al suport institucional que rebia. Hi podíem trobar diferents seccions: Això era..., A l'aguait, De cap a cap, El món per un forat, Cultura per un tub i Còmic. En elles es tractaven continguts tan diversos com el grans autors de la llengua catalana (Jacint Verdaguer, Miquel Costa i Llobera o Francesc de Borja Moll, a més d'autors contemporanis reconeguts), així com temes d'actualitat, noves tecnologies, natura, cultura, etc.
L'editava Projectes Editorials i se'n publicaren 50 números amb una tirada de 3000 exemplars. La seva directora fou Sonia Delgado.
Fou premiada el 2001 per l'APPEC en la categoria de nova publicació i pel caràcter innovador de la publicació.
El govern de José Ramón Bauzá decidí no continuar comprant i distribuint els 1850 exemplars com ho havia estat fent fins al moment. Com a conseqüència d'aquest fet, la revista deixà de publicar-se.

## Segona època (a partir de 2016)
Els editors de la revista han arribat a un acord amb les institucions per a tornar a publicar la revista. La Direcció General de Política Lingüística, juntament amb els Consell Insulars faran possible la recuperació de la publicació. La intenció és que arribi a tots els centres escolars, biblioteques, punts d'informació juvenil, etc. A més de la publicació en paper, es van proposar també de fer-ne una edició digital.